# 구수연
구수연(具秀然, 1961년~)은 대한민국의 광고 감독이자 영화 감독, 소설가이다.
야마구치현 시모노세키시에서 태어난 재일 한국인 2세로 텔레비전 광고 회사에 입사하며 활동을 시작했다. 그 후 소설가, 영화 감독으로도 활동하고 있다.

## 작품

### 소설
- 2001년 《하드 로맨티커》
- 2002년 《우연히도 최악의 소년》
- 2011년 《하드 로맨티커 외전》

### 영화
- 2003년 《우연히도 최악의 소년》
- 2007년 《불고기》
- 2011년 《하드 로맨티커》